# 砂蕊象牙椰属
砂蕊象牙椰属（学名：Ammandra）为棕榈科的一个属。

## 下属物种
本属包括以下物种：
- Ammandra decasperma O.F.Cook